# Милорад Ивановић (официр)
Милорад Ивановић (Уб, 6. октобар 1875. — после 1941.) био је српски учесник два балканска рата, Првог и Другог светског рата. Носилац је Златног војничког ордена Карађорђеве звезде са мачевима, две Златне медаље за храброст, Сребрне медаље за храброст, као и још неколико одликовања и признања.

## Биографија
Милорад Ивановић, рођен је у месту Уб, од оца Станка, који је био је закупац ваљевске кланице (недостају подаци за мајку). По завршетку основне школе и шест разреда гимназије са XXVIII класом 1895. године ступио је у Нижу школу Војне академије. У чин пешадијског потпоручника произведен је 1898. године. Седам година касније постао је капетан II класе, а 1913. године мајор. Чин пешадијског пуковника добио је 1922. године.

### Ослободилачки ратови 1912—1918
Ивановић је учествовао у свим ратовима од 1912. до 1918. године. У Првом балканском рату био је командир чете у XII пешадијском пуку и командант батаљона у V пешадијском пуку I позива Народне војске. Током Српско-бугарског рата био је помоћник команданта Крушевачке окружне команде. За време Првог светског рата био је командат батаљона XII пешадијског пука II позива Народне војске, командант батаљона у IV пешадијском пуку, командант батаљона у III заробљеничком пуку (назван: „Немачки пук“) и командант V заробљеничког пука (назван: „Аустријски пук“)

### Војна каријера
У својој радној каријери, у миру и рату бивао је: водник, командир вода у V и XVII пешадијском пуку у Ваљеву, командир чете у XIX пешадијском пуку у Крагујевцу и XI пешадијском пуку у Крагујевцу, на служби у XII пуковској окружној команди у Крушевцу, командант батаљона, помоћник команданта батаљона и окружне команде, командант пука. После рата био је на служби у Крушевачкој окружној команди и командант Пљеваљске окружне команде у Пљевљима, на служби у команду места у Сарајеву и на служби у штабу команде II армијске области, где је 1927. године пензионисан и преведен у резерву. За допринос у миру и рату одликован је Сребрном медаљом за храброст, Златном медаљом за храброст (два пута), пољским орденом „Virtutu militari“ V реда и официрским орденом Карађорђеве звезде са мачевима IV реда. О добијању овог одликовања објављен је указ ФАО бр. 9780. Према неким непотврђеним подацима априла 1941. године мобилисан је у бившу југословенску краљевску војску и отишао на фронт. После краћег отпора је заробљен и одведен у заробљеништво одакле се није вратио.

## Лични живот
Био је ожењен Јеленом Балтић и имао кћи Јелену и синове Николу, Милана и Љубомира.